# Nicola Nanni
Nicola Nanni (sinh ngày 2 tháng 5 năm 2000) là một cầu thủ bóng đá người San Marino hiện tại đang thi đấu ở vị trí tiền đạo cho câu lạc bộ Olbia tại Serie C bảng B và Đội tuyển bóng đá quốc gia San Marino. Anh được coi là một trong những cầu thủ bóng đá San Marino giàu kinh nghiệm, cùng với Massimo Bonini. Anh là một trong số ít cầu thủ bóng đá chuyên nghiệp đến từ San Marino.

## Sự nghiệp thi đấu

### Cesena
Tháng 7 năm 2016, Nanni gia nhập Cesena từ San Marino Calcio cho lần di chuyển đầu tiên bên ngoài quê hương của mình.

### Crotone và cho mượn tại Monopoli
Anh ký hợp đồng 5 năm với câu lạc bộ Crotone tại Serie B vào ngày 3 tháng 8 năm 2018. 3 ngày sau, anh ra mắt chuyên nghiệp cho đội bóng, trong thắng lợi 4–0 trước Giana Erminio tại Coppa Italia 2018–19. Ngày 29 tháng 8 năm 2019, anh gia nhập câu lạc bộ Monopoli theo dạng cho mượn.

### San Marino Golden Boy Award
Nanni nhận được giải thưởng San Marino Golden Boy Award năm 2019, một giải thưởng được trao cho cầu thủ dưới 23 tuổi xuất sắc nhất San Marino.

### Quay trở lại Cesena và cho mượn tại Lucchese
Vào ngày 23 tháng 9 năm 2020, anh quay trở lại Cesena theo dạng cho mượn. Nanni được đem cho mượn tại Lucchese 1905 ở Serie C vào tháng 8 năm 2021 để chuẩn bị cho mùa giải 2021–22.

### Olbia
Vào ngày 15 tháng 7 năm 2022, Nanni ký hợp đồng 2 năm với câu lạc bộ Olbia tại Serie C.

## Sự nghiệp quốc tế
Nanni ra mắt quốc tế vào ngày 15 tháng 11 năm 2018, trong trận thua 0-1 tại UEFA Nations League 2018–19 gặp Moldova. Anh ghi bàn thắng quốc tế đầu tiên vào ngày 5 tháng 9 năm 2021 trong trận đấu thuộc khuôn khổ Vòng loại giải vô địch bóng đá thế giới 2022 gặp Ba Lan. Mặc dù San Marino thua đậm 7–1, bàn thắng của Nanni là bàn thắng đầu tiên trên sân nhà cho quê hương của anh ở vòng loại World Cup sau 8 năm.

## Thống kê sự nghiệp

### Quốc tế
Tính đến 17 tháng 11 năm 2023.
| San Marino | San Marino | San Marino |
| Năm        | Trận       | Bàn thắng  |
| ---------- | ---------- | ---------- |
| 2018       | 2          | 0          |
| 2019       | 8          | 0          |
| 2020       | 3          | 0          |
| 2021       | 11         | 1          |
| 2022       | 3          | 0          |
| 2023       | 7          | 0          |
| Tổng cộng  | 34         | 1          |

## Bàn thắng quốc tế
Tỷ số và kết quả liệt kê bàn thắng đầu tiên của San Marino, cột điểm cho biết điểm số sau mỗi bàn thắng của Nanni.
| Thứ tự                           | Thời gian          | Địa điểm                                        | Đối thủ | Ghi bàn | Kết quả | Giải đấu                                     |
| -------------------------------- | ------------------ | ----------------------------------------------- | ------- | ------- | ------- | -------------------------------------------- |
| 1.                               | 5 tháng 9 năm 2021 | Sân vận động San Marino, Serravalle, San Marino | Ba Lan  | 1–4     | 1–7     | Vòng loại giải vô địch bóng đá thế giới 2022 |
| Tính đến ngày 5 tháng 9 năm 2021 |                    |                                                 |         |         |         |                                              |

## Danh hiệu

### Cá nhân
- San Marino Golden Boy Award: 2019[10]